# NGC 2114
NGC 2114 (również ESO 57-SC37) – gromada otwarta, znajdująca się w gwiazdozbiorze Złotej Ryby. Należy do Wielkiego Obłoku Magellana. Odkrył ją James Dunlop 27 września 1826 roku.